# Манн, Альфред
Альфред Манн (нем. Alfred Mann; 28 апреля 1917, Гамбург — 21 сентября 2006, Форт-Уэйн, штат Индиана) — американский музыковед
 немецкого происхождения. Сын клавесинистки Эдит Вайс-Манн.
Учился в Миланской консерватории и в Берлинской Высшей школе музыки. В конце 1930-х годов в силу еврейского происхождения был вынужден бежать с матерью в Италию, а в 1939 году — в США. Преподавал в Университете Рутгерса и в Истменовской школе музыки. Наиболее известен всесторонним изучением творчества австрийского композитора и теоретика Иоганна Йозефа Фукса, внёс также значительный вклад в исследование малоизвестных сочинений Генделя. Выступал также как хоровой дирижёр (руководил, в частности, нью-йоркским хором «Cantata Singers»), исполнитель на контрабасе и блок-флейте, редактировал журнал «American Choral Review».